# Joyce Kozloff
Joyce Kozloff (nacida en 1942) es una artista estadounidense conocida por sus pinturas, murales e instalaciones en la via pública. 

## Trayectoria
Kozloff  fue una de los miembros originales del movimiento Patrones y Decoración y una de las primeras artistas del movimiento artístico feminista de los años 70, cuando fue miembro fundador del colectivo Herejías.
Ha participado activamente en movimientos de mujeres y por la paz a lo largo de su vida. Desde principios de la década de 1990, su trabajo se ha basado ampliamente en la cartografía y los patrones.

## Vida personal y educación
Joyce Blumberg, hija de Adele Rosenberg y Leonard Blumberg, nació el 14 de diciembre de 1942 en Somerville, Nueva Jersey. Leonard, nacido en Nueva Jersey, era abogado. Adele participó activamente en organizaciones comunitarias. Ambas familias de sus padres habían emigrado de Lituania. Tenía dos hermanos menores.
Durante el verano de 1959, estudió arte en la Liga de Estudiantes de Arte de Nueva York. En el verano de 1962 asistió a la  Universidad Rutgers y al verano siguiente asistió a la Università di Firenze. En 1964 obtuvo una Licenciatura en Bellas Artes en el Instituto Carnegie de Tecnología. Luego asistió a la Universidad de Columbia y recibió una Maestría en Bellas Artes en 1967.
Está casada con Max Kozloff, historiador del arte y periodista desde 1967. Tienen un hijo. Kozloff ha vivido principalmente en Nueva York desde 1964.

## Carrera

### Movimiento artístico feminista
Se unió a otras mujeres artistas en 1971 para formar el Consejo de Mujeres Artistas de Los Ángeles, un grupo que organizó las primeras protestas sobre la falta de mujeres incluidas en las exposiciones y colecciones del Museo de Arte del Condado de Los Ángeles. Al regresar a Nueva York, Kozloff continuó activa en el movimiento de mujeres artistas. Se unió al Comité Ad Hoc de Mujeres Artistas y fue miembro fundador del Colectivo Herejías en 1975, que produjo la revista trimestral Herejías: Una publicación feminista sobre arte y política.
En el verano de 1973 Kozloff vivió en México. Visitó Marruecos en 1975 y Turquía en 1978. Durante sus visitas estudió las tradiciones decorativas y los ornamentos de los países. En la década de 1970, observó que las artes decorativas eran el dominio de las mujeres y los artistas no occidentales, y escribió que la jerarquía entre las artes había privilegiado la producción de hombres europeos y estadounidenses, lo que alimentó su posición como feminista e inspiró su interés en el diseño de patrones .  Junto con Valerie Jaudon, fue coautora del libro ampliamente antologado "Art Hysterical Notions of Progress and Culture" (1978), en el que explicaron cómo creían que los supuestos sexistas y racistas subyacían en el discurso de la historia del arte occidental. Reafirmaron el valor de la ornamentación y la belleza estética, cualidades asignadas a la esfera femenina.
Kozloff recibió como mentores e inspiración a Miriam Schapiro, Nancy Spero, Ida Applebroog y May Stevens.¡La entrevistaron para la película! Revolución del arte femenino.

### Patrones y Decoración

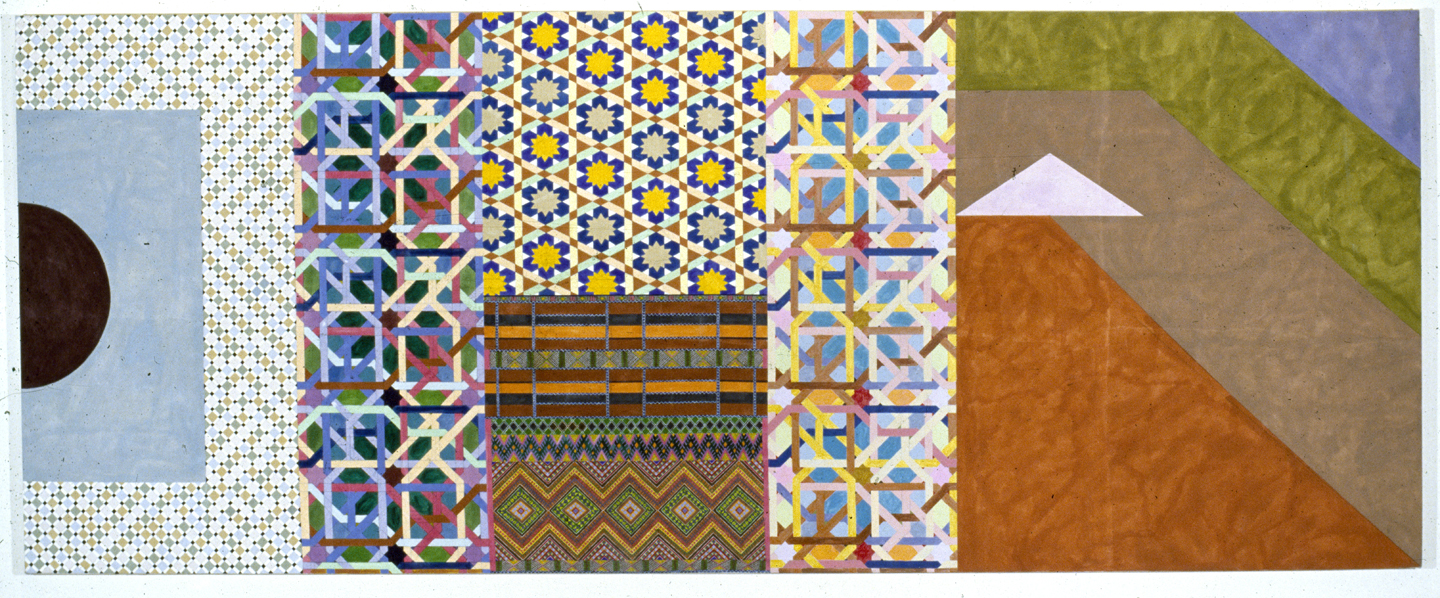
Three Portals...pink triangle

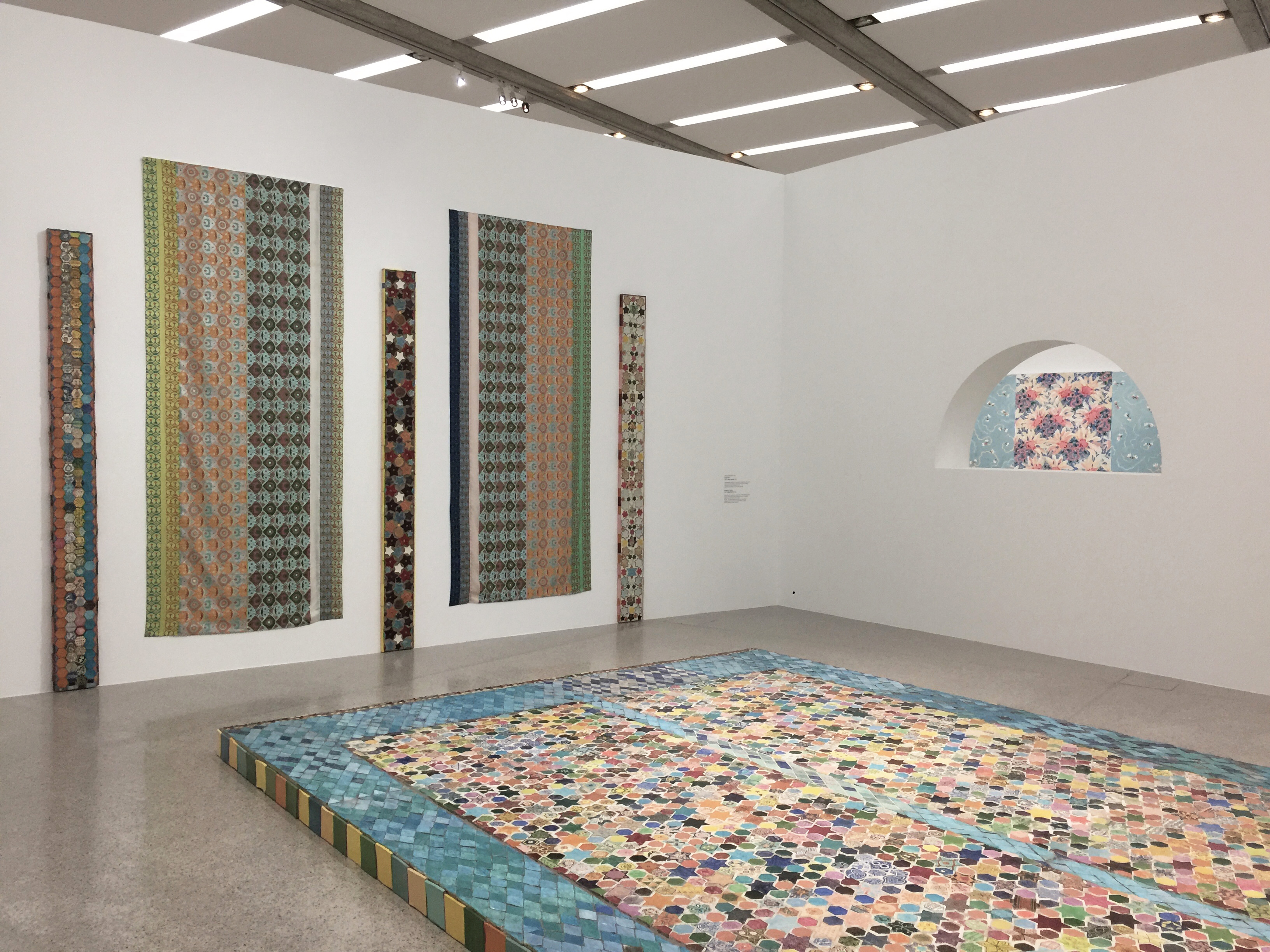
An Interior Decorated

A partir de 1973, con el deseo de romper la jerarquía occidental entre "arte elevado" y decoración, Kozloff creó pinturas de gran tamaño, inspirándose en patrones mundiales y yuxtaponiendo pasajes ornamentales a lo largo de un campo expansivo. En 1975, comenzó a reunirse con los artistas Miriam Schapiro, Tony Robbin, Robert Zakanitch, Robert Kushner, Valerie Jaudon y otros que perseguían ideas relacionadas; formaron el movimiento Pattern and Decoration.
A finales de la década de 1970, produjo An Interior Decorated, una instalación itinerante compuesta de paneles textiles serigrafiados colgantes; pilastras de azulejos esmaltados pintados a mano; litografías sobre papel de seda chino; y un suelo de baldosas compuesto por miles de imágenes ejecutadas individualmente sobre estrellas y hexágonos entrelazados. El proyecto fue rediseñado para cada espacio en el que se exhibió en 1979 y 1980. Así como sus pinturas tenían orígenes no occidentales, para esta instalación compiló una antología visual personal de las artes decorativas a partir de docenas de fuentes, incluidos kilims caucásicos, azulejos de İznik y catalanes, ladrillos selyúcidas y cerámica nativa americana. La crítica Carrie Rickey escribió que la instalación era "donde la pintura se encuentra con la arquitectura, donde el arte se encuentra con la artesanía, donde el compromiso personal se encuentra con el arte público".

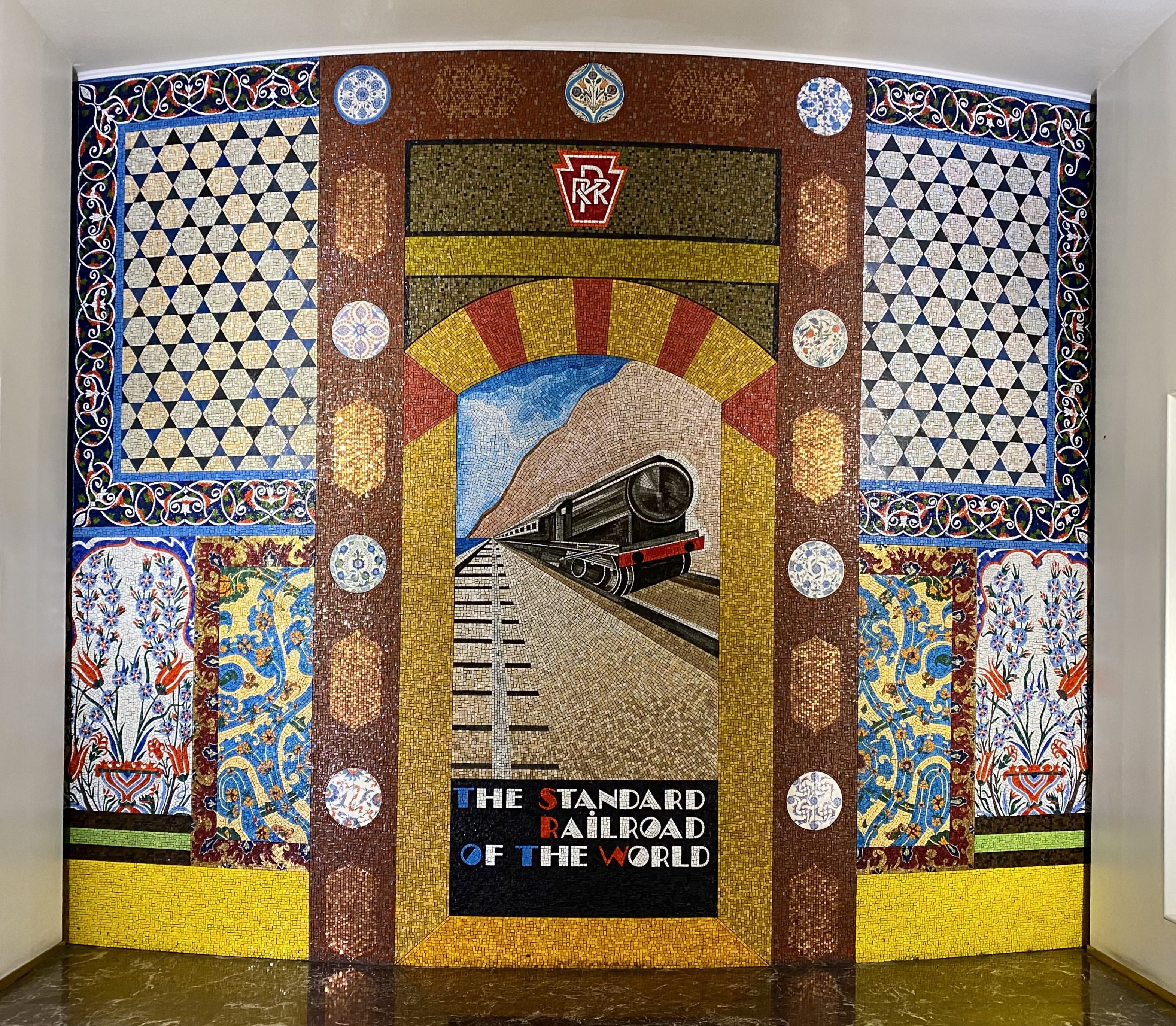
Pullman de Topkapi

### Arte público
Kozloff se interesó en el arte público mientras estudiaba con Robert Lepper en Carnegie Mellon. Enseñó el Proyecto Oakland, en el que los estudiantes salían al vecindario de Oakland y hacían arte documentando la infraestructura, los edificios y la gente. Ella dijo: “Esa fue mi iniciación en el arte público, en el mundo exterior”. Una de sus primeras obras de arte público, un mural en la estación de metro Harvard Square en Cambridge, fue el resultado de un concurso. La mayoría de sus otros proyectos públicos fueron encargados directamente. Sus piezas iniciales a gran escala estaban compuestas de patrones entrelazados de mosaicos de vidrio y/o baldosas de cerámica, una extensión de su arte de galería anterior.
Comenzó a incorporar imágenes de la historia de las ciudades para hacer que las obras fueran específicas del sitio. Por ejemplo, en la estación Suburban de Filadelfia, sustituyó una imagen de William Penn por el Buen Pastor en una apropiación de la Tumba bizantina de Gala Placidia en Rávena. Sus obras públicas fueron a menudo colaboraciones, con aportes del público, juntas comunitarias, arquitectos y mecenas de las artes.
Kozloff creó 16 proyectos de arte público, entre ellos:Le interesaba el arte público porque hace que el arte sea accesible a todos, y no sólo a los coleccionistas públicos y privados. Dijo que se desanimó después de las "guerras culturales" políticas de los años 1990, sintiendo que tendría que censurar su expresión creativa para crear un "arte seguro" aceptable, y dejó de competir por encargos de arte público. 

### Libros de artista
A finales de la década de 1980 produjo una serie de 32 acuarelas titulada Patterns of Desire—Pornament is Crime, publicada por Hudson Hills Press en 1990 con un ensayo introductorio de Linda Nochlin. Este libro de una artista feminista yuxtapone la naturaleza obsesiva tanto de la decoración como de la pornografía en muchas tradiciones, con un efecto cómico y revelador. Kozloff, miembro fundador del grupo activista de Nueva York Artistas Contra la Guerra (2003), se ha preocupado cada vez más por ese tema. En 2001, comenzó Boy's Art, una serie de veinticuatro dibujos basados en ilustraciones, diagramas y mapas que representan batallas históricas, sobre los cuales colocó copias de los dibujos de guerra de la infancia de su hijo Nikolas y detalles de pinturas de viejos maestros. En 2003, DAP/Distributed Art Publishers publicó un libro de artista de gran tamaño con estas obras, junto con un ensayo introductorio de Robert Kushner. En 2010, Charta Books Ltd. publicó el tercer libro de artista de Kozloff, China is Near, que incluye una conversación con Barbara Pollack. Para esta publicación, la artista fotografió la China más accesible para ella, el Chinatown de Nueva York, a pocas cuadras de su casa, así como otros Chinatowns dentro de su alcance. Copió viejos mapas de la Ruta de la Seda y descargó mapas en línea de todos los lugares del mundo llamados China. Es una mezcla brillante y reluciente de kitsch contemporáneo y comercio histórico, una guía para la autopista global.

### Temas de mapas

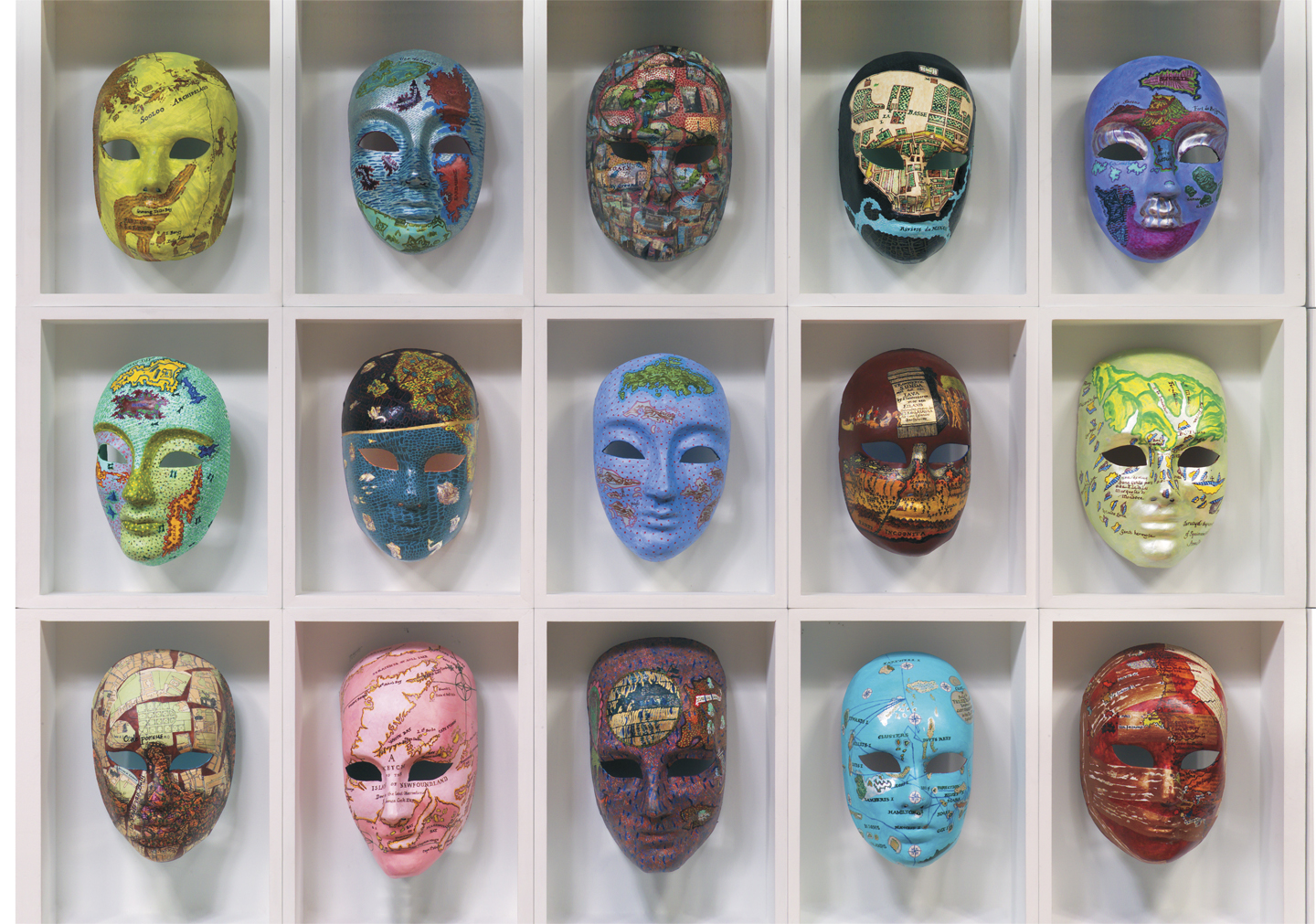
15 de las máscaras de Voyages

Kozloff ha utilizado la cartografía desde principios de la década de 1990 como estructura para sus pasiones de larga data: la historia, la geografía, las artes populares y la cultura. En Los Ángeles convirtiéndose en Ciudad de México convirtiéndose en Los Ángeles (1993) y Ciudades imperiales (1994) pintó ciudades que conocía, superponiendo imágenes y patrones que reflejaban su pasado colonial. Posteriormente examinó cuerpos de agua como el Mar Báltico en Cuerpos de agua, los ríos Mekong y Amazonas en Mekong y la memoria y Ciudades en la Amazonia de Calvino (1995-1997). En su serie Conocimiento (1998-1999), compuesta por 65 frescos pequeños (8 x 10") y seis globos terráqueos de mesa, describió las imprecisiones de los mapas de épocas anteriores, particularmente durante la Era de los Descubrimientos, para revelar la naturaleza arbitraria de lo que se puede conocer.
En 1999-2000, durante la beca de un año de Kozloff en la Academia Americana en Roma, ejecutó Targets, un globo terráqueo 9 pies (2,7 m) de diámetro compuesto por 24 secciones en forma de garganta. Pintó un mapa aéreo en la superficie interior de cada sección para representar un sitio bombardeado por el ejército de los Estados Unidos entre los años 1945 y 2000. Al entrar, el visitante queda completamente rodeado y si emite algún sonido se produce un eco que se amplifica por el espacio cerrado. Dos paneles múltiples 16 pies (4,9 m) siguieron obras de larga duración, cada una en forma de gajos aplanados de un globo (2002): Esferas de influencia (la "pieza terrestre" de Kozloff) y Continentes oscuros y luminosos (su "pieza celestial").

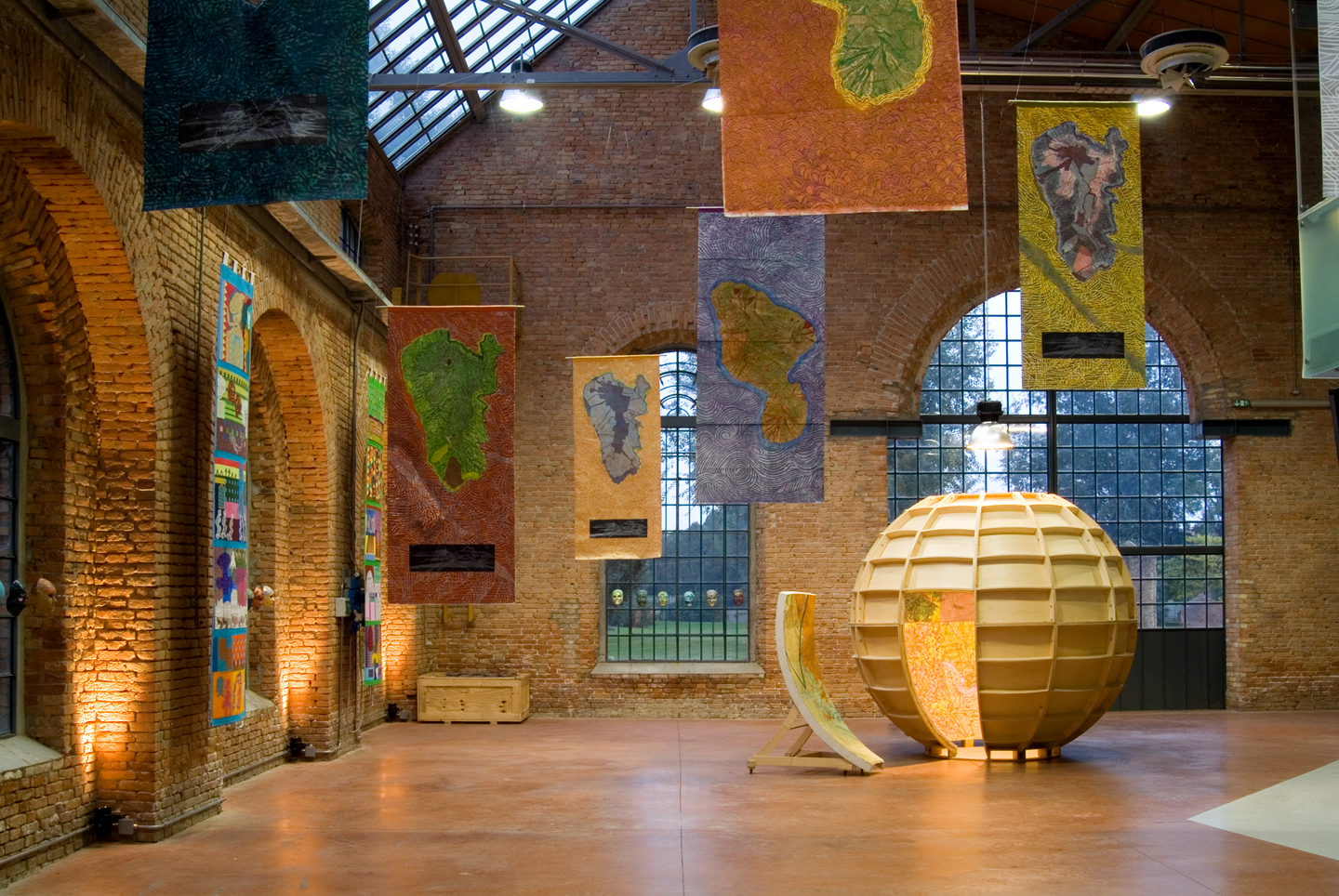
Viajes y objetivos

Durante varios años, Kozloff trabajó en una gran instalación sobre la historia del colonialismo occidental, exhibida en Thetis en el Arsenal de Venecia (2006), Voyages + Targets. Pintó islas de todo el mundo en 64 máscaras de  carnaval veneciano situadas dentro de ventanas con luz entrando por sus ojos; colgando del techo y a lo largo de las paredes de ladrillo, había pancartas ( Voyages: Carnevale, Voyages: Maui y Voyages: Kaho'olawe ) con mapas de islas en el Pacífico e imágenes de carnaval jazzeras tal como se han transformado alrededor del planeta. A partir de 2006, los tondi (pinturas circulares) de Kozloff comenzaron con cartas cosmológicas renacentistas entrecruzadas por las huellas de los satélites en el espacio, una proyección imaginaria de futuras guerras (de las galaxias) (los días, las horas y los momentos de nuestras vidas, Helio en la Luna, Revolver ).
"El corazón de Descartes" está basado en el mapa en forma de corazón, Cosmographia universalis ab Orontio olin descripta, del cartógrafo renacentista Giovanni Cimerlino (Verona, 1566). En la parte superior hay una totalmente loca mapa llamado Universo Mecánico por Descartes (1644). Los tondi fueron seguidos por uno 18 pies (5,5 m) -tríptico de gran longitud, Oriente Medio: tres vistas (2010), una proyección de las zonas en disputa en esa región durante la época romana, la Guerra Fría y la actualidad. Los mapas, basados en fotografías tomadas por el telescopio espacial Hubble de la NASA, flotan en el espacio profundo entre las estrellas, como si hubieran sido desprendidos de la tierra.[cita requerida]
En 2011-2012, Kozloff completó JEEZ, una pintura de 12' x 12' basada en el mapa de Ebstorf, un mapamundi circular del siglo XIII. Representaba historias bíblicas junto con mitos paganos dentro de una visión del mundo tal como se conocía entonces. El cuerpo de Cristo sirvió como marco simbólico y literal. Se basó en una amplia gama de prácticas artísticas, incorporando 125 imágenes de Cristo procedentes de fuentes de todo el mundo. Las figuras arquetípicas se acumulan y pasan de ser retratos sagrados a convertirse en una galería de villanos de personajes dispares. Su compañera, The Tempest, se completó en 2014, una obra de 3 x 3 metros basada en un mapamundi chino del siglo XVIII, en el que la Gran Muralla atraviesa los niveles superiores y mares turbulentos rodean la masa terrestre. Aplicados a la superficie, hay extractos en collage de más de 40 años de su arte, así como globos terráqueos en miniatura en 3D. Estas dos piezas lúdicas exploran los sistemas orientales y occidentales para representar el mundo.
Entre 2013 y 2015, Kozloff unió los patrones y mapas al reinventar dos libros de artistas de 1977, If I Were a Botanist y If I Were an Astronomer : sus páginas se basaban en patrones geométricos de estrellas islámicas. Los amplió a escala mural, superpuestos con tomas descartadas de proyectos anteriores. Su color denso y saturado y su aura alegre disfrazan el contenido político implícito, visible en una inspección más cercana. Y luego descubrió en la casa de sus padres un conjunto de dibujos de su infancia, realizados entre los 9 y los 11 años, lo que la hizo retroceder aún más en el tiempo. Ella incorporó estos dibujos, muchos de los cuales son cartográficos, en pinturas de mapas tempranos ( Girlhood, 2017). Desde sus diferentes etapas de vida, la niña y la mujer adulta comenzaron a desplazarse entre los Estados Unidos de los años 1950 y el presente.
En 2018, Kozloff comenzó a trabajar en una comisión de Administración de Servicios Generales para un nuevo tribunal federal en Greenville, Carolina del Sur. Allí vio banderas confederadas ondeando en los cementerios junto a monumentos a los líderes rebeldes.  Esto desencadenó su serie Uncivil Wars, 2020-2021, que incorpora mapas de batallas de la Guerra Civil de Estados Unidos (creados por oficiales y soldados de los ejércitos Confederado y de la Unión) para representar una historia que actualmente todavía está en disputa. Los virus aparecen en todos los mapas, reflejando la pandemia que cerró las fronteras estatales, nacionales e internacionales, y simbolizando el racismo y la xenofobia virales que impregnan nuestro país.

## Premios y honores
- 1975 - Beca de Profesiones Selectas de la Asociación Estadounidense de Mujeres Universitarias [9]
- 1977 - Beca del Fondo Nacional para las Artes para artistas individuales en pintura[1]
- 1985 - Beca del Fondo Nacional para las Artes para artistas individuales en dibujos, grabados y libros de artistas[1]
- 1992 - Beca Bellagio de la Fundación Rockefeller [1]
- 1999-2000 - Premio Jules Guerin de Roma, Academia Americana de Roma[29]
- 2002 - Elegido miembro de la Academia Nacional de Diseño
- 2004 - Beca de la Fundación Memorial John Simon Guggenheim[1]
- 2005 - Premio a los antiguos alumnos de la Universidad Carnegie Mellon
- 2009 - Premio a la trayectoria del Women's Caucus for Art
- 2011 - Artista de honor de ArtTable
- 2015 - Doctorado honorario, Universidad Carnegie Mellon, Pittsburgh, PA
- 2016 - Doctorado honorario, Instituto de Estudios de Doctorado en Artes Visuales, Portland, ME[30]
- 2017 - Premio de compra, Academia Estadounidense de las Artes y las Letras[31]

## Colecciones
Su arte se encuentra en numerosas colecciones de museos, entre ellos:
 

## Exposiciones
Kozloff ha realizado exposiciones grupales e individuales desde 1970 en muchas ciudades de EE. UU., incluidas Nueva York, Filadelfia, Boston, Los Ángeles, Chicago y Washington, DC. Realizó una exposición itinerante con su esposo Max, "Crossed Purposes", que comenzó en Youngstown, Ohio y viajó a otros ocho museos y galerías universitarias en los EE. UU. de 1998 a 2000. Ha realizado exposiciones internacionales en Italia, Alemania, Países Bajos, Bélgica, Argentina y Dinamarca.
Más recientemente, el trabajo de Kozloff ha sido incluido en varias exposiciones de museos nacionales e internacionales centradas en el movimiento Pattern and Decoration: With Pleasure: Pattern and Decoration in American Art 1972-1985, Museum of Contemporary Art, Los Ángeles, CA (2019-2020); Less is a Bore: Maximalist Art & Design, Institute for Contemporary Art, Boston, MA (2019); Pattern and Decoration: Ornament as Promise, Ludwig Forum, Aachen, Alemania, Museum Moderner Kunst Stiftung Vienna, Austria, y Ludwig Museum, Budapest, Hungría (2018-2019); Pattern, Decoration & Crime, MAMCO, Ginebra, Suiza, y Le Consortium, Dijon, Francia (2018-2019).
Kozloff está representado por la galería DC Moore en la ciudad de Nueva York y ha estado exponiendo allí desde 1997.

## Publicaciones
- Joyce Kozloff. China está cerca . Entrevista de Barbara Pollack. Milán: Charta, 2010.
- Joyce Kozloff. Arte de niños . Introducción de Robert Kushner. Nueva York: Distributed Art Publishers, Inc., 2003.
- Joyce Kozloff. Patrones del deseo . Introducción de Linda Nochlin. Nueva York: Hudson Hills Press, 1990.
- Joyce Kozloff y Zucker, Barbara. “El movimiento de mujeres: ¿sigue siendo una ‘fuente de fortaleza’ o un ‘gran aburrimiento’?” ARTnews, abril de 1976, 48-50.
- Joyce Kozloff. “Reflexiones sobre mi arte”. Libro de nombres I. Chicago: Name Gallery, 1977, 63-68.
- Joyce Kozloff. “Una broma adornada”. Artforum, diciembre de 1986.
- Joyce Kozloff. “El efecto Kudzu (o el surgimiento de una nueva academia)”. Public Art Review, Otoño/Invierno 1996, 41.
- Joyce Kozloff. “Portales”. Diálogo de Arte Público . Abingdon, Oxon, Reino Unido: Taylor & Francis, 2014.

## Lectura adicional

### Libros y catálogos de exposiciones
- Bender, Susan (2001). The world according to the newest and most exact observations : mapping art + science. Berry, Ian., Frances Young Tang Teaching Museum and Art Gallery. [Saratoga Springs, N.Y.]: Tang Teaching Museum and Art Gallery at Skidmore College. ISBN 0-9708790-1-6. OCLC 49039167.
- Brodsky, Judith K.; Olin, Ferris (2006). How American women artists invented postmodernism, 1970-1975. New Brunswick, NJ: Margery Somers Foster Center, Mabel Smith Douglass Library. OCLC 85257667.
- Broude, Norma; Gerrard, Mary D. (2007). Claiming space : some American feminist originators : November 6, 2007-January 27, 2008. Katzen American University Museum, College of Arts & Sciences. OCLC 608810428.
- Burkard, Lene; Ohrt, Karsten (2001). Patterns : between object and arabesque = Mønstring : mellem arabesk og objekt. Kunsthallen Brandts Klædefabrik. Odense: Kunsthallen Brandts Klædefabrik. ISBN 87-7766-111-7. OCLC 61094423.
- Butler, Cornelia H.; Mark, Lisa Gabrielle (2007). WACK! : art and the feminist revolution. Museum of Contemporary Art (Los Angeles, Calif.). Cambridge, Mass.: MIT Press. ISBN 978-0-914357-99-5. OCLC 73743482.
- Castleman, Riva (1980). Printed art : a view of two decades. Castleman, Riva., Museum of Modern Art (New York, N.Y.). New York, N.Y.: Museum of Modern Art. ISBN 0-87070-531-8. OCLC 6446675.
- Chadwick, Whitney (2020). Women, Art, and Society (6th edición). Thames Hudson Ltd. ISBN 9780500204566. OCLC 1145290998.
- Harmon, Katharine A., 1960- (2009). The map as art : contemporary artists explore cartography. Clemans, Gayle, 1968-. New York: Princeton Architectural Press. ISBN 978-1-56898-762-0. OCLC 234257201.
- Harmon, Katharine A., 1960- (2010). You are here : personal geographies and other maps of the imagination. Princeton Architectural Press. ISBN 978-1-56898-430-8. OCLC 917790341.
- Heartney, Eleanor (2001). Joyce Kozloff : Targets. DC Moore Gallery. OCLC 741994537.
- Johnston, Patricia A., 1954- (1985). Joyce Kozloff, visionary ornament : Boston University Art Gallery, February 20-April 6, 1986. Herrera, Hayden., Gouma-Peterson, Thalia., Boston University. Art Gallery. Boston, Mass.: The Gallery. ISBN 0-87270-058-5. OCLC 12948044.
- Kardon, Janet (1979). The decorative impulse. Mandeville Art Gallery. Minneapolis College of Art and Design. Philadelphia: Institute of Contemporary Art, University of Pennsylvania. ISBN 0-88454-051-0. OCLC 5457067.
- Kardon, Janet (1980). Drawings, the pluralist decade, 39th Venice Biennale, 1980/United States Pavilion/1 June-30 September 1980. The Institute of Contemporary Art, University of Pennsylvania. ISBN 0-88454-054-5. OCLC 7070845.
- Lippard, Lucy R. (2007). Joyce Kozloff : voyages. Kozloff, Joyce, D.C. Moore Gallery. New York. ISBN 978-0-9774965-7-0. OCLC 191736003.
- Meyer, Ruth K. (1978). Arabesque : Joyce Kozloff, Robert Kushner, Kim MacConnel, Rodney Ripps, Barbara Schwartz, Ned Smyth. Cincinnati [OH]: Contemporary Arts Center. OCLC 920987144.
- Munro, Eleanor C. (2006). Joyce Kozloff : exterior and interior cartographies. Regina Gouger Miller Gallery.; Kenyon College. Olin Library. Pittsburgh, PA. OCLC 170965343.
- Pollack, Barbara (Barbara Ruth) (2010). Joyce Kozloff : China is near. Kozloff, Joyce. Milano: Charta. ISBN 978-88-8158-787-2. OCLC 630502978.
- Reckitt, Helena; Phelan, Peggy (2001). Art and feminism. London: Phaidon. ISBN 0-7148-3529-3. OCLC 48098625.
- Rosen, Randy; Brawer, Catherine Coleman (1989). Making their mark : women artists move into the mainstream, 1970-85. Cincinnati Art Museum. (1st edición). New York: Abbeville Press. ISBN 0-89659-958-2. OCLC 18259773.
- Roth, Moira (1998). Crossed purposes : Joyce & Max Kozloff. Youngstown: Butler Institute of American Art. OCLC 41320888.
- White, Robin (1988). Joyce Kozloff. View. Oakland, Calif.: Point Publications. OCLC 10594589.

### Artículos, ensayos y reseñas
- Bastisch, Miriam. “Joyce Kozloff y el movimiento P&D”, reflexionó el 10 de abril de 2013. http://www.mused-mosaik.de/en/2013/04/10/joyce-kozloff-2/
- En el siglo XIX, Tom Breidenbach. "Joyce Kozloff", Artforum (marzo de 2004).
- Brown, Betty Ann, “Por todo el mapa: la estética peripatética de Joyce Kozloff”, Artillery Magazine, col.7 número 3, enero-febrero de 2013.
- Busch, Akiko. “Accesorios de destino: el trabajo reciente de Joyce Kozloff”, American Ceramics 21, 1, 1995, 26-31.
- Castro, Jan. “Joyce Kozloff”. Escultura (septiembre, 2001).
- Cotter, Holanda. "Escalando una pared minimalista con colores brillantes y llamativos", The New York Times, 15 de enero de 2008.
- Frankel, David. "Joyce Kozloff". Artforum (septiembre de 1999).
- Oro, Amy. “Patrón e impresión”, The Print Collector's Newsletter, marzo/abril de 1978, 10-13.
- Hottle, Andrew D. “Nancy Princenthal y Phillip Earenfight, Joyce Kozloff: Co-Ordinates”, Aurora, The Journal of the History of Art, 1 de enero de 2010.
- Jaudon, Valerie y Joyce Kozloff. "Nociones histéricas del arte sobre el progreso y la cultura", Herejías IV (invierno de 1978).
- En la foto, Janet. "Revisitando la era de los descubrimientos", Art in America (julio de 1999).
- Kushner, Robert. "Películas underground en Los Ángeles" Art in America (diciembre de 1994).
- Molarsky, Mona. "Joyce Kozloff: DC Moore". ARTnews (diciembre de 2010).
- Perreault, Juan. "Cuestiones en la pintura de patrones", Artforum 16 (noviembre de 1977).
- Perrone, Jeff. "Aproximación a lo decorativo", Artforum (diciembre de 1976).
- Perrone, Jeff. "Joyce Kozloff", Artforum (noviembre de 1979).
- Peggy, ¿qué piensas? "Crímenes pasionales", Artforum 28 (mayo de 1990).
- Príncipenthal, Nancy. "Joyce Kozloff en DC Moore", Art in America (febrero de 2004).
- Hola, Carrie. "Decoración, ornamento, patrón y utilidad: cuatro tendencias en busca de un movimiento", Flash Art 90–91 (junio–julio de 1979).
- Hola, Carrie. "Joyce Kozloff", Arts (enero de 1978).
- Adivinanza, Mason. "Un sentido del tiempo, un sentido del lugar", American Ceramics (verano de 1988).
- Rubinstein, Rafael Meyer. “Patrones de deseo”, Arts, mayo de 1991.
- Sandler, Irving. “Modernismo, revisionismo, pluralismo y posmodernismo”, Art Journal, otoño/invierno 1980.
- Rodríguez, María. "Arte en revisión: Joyce Kozloff", The New York Times, 19 de marzo de 1999.
- Enciclopedia de Sally. "Patrón y decoración en el ojo público", Art in America 75/2 (febrero de 1987).

### Entrevistas
- Anon (2018). «Artist, Curator & Critic Interviews». !Women Art Revolution - Spotlight at Stanford (en inglés). Archivado desde el original el 26 de marzo de 2018. Consultado el Aug 23, 2018.
- Braderman, Joan. The Heretics. Northampton, MA: No More Nice Girls Productions, 2009.
- Freed, Hermine. Joyce Kozloff: Public Art Works. Hermine Freed Video Productions, New York, NY, 1996.
- Goldberg, Vicki. Working Notes: An Interview with Joyce and Max Kozloff. Art Journal, Fall 2000, 96-103.
- Hershman, Lynn Leeson. W.A.R. !Women Art Revolution: The (Formerly) Secret History, San Francisco, CA: Hotwire Productions, 2010.
- Lin, Jia. Joyce Kozloff. Art World: Snacks. Shanghai, China: March 2011, 50-51.
- Pollack, Barbara. Joyce Kozloff. Journal of Contemporary Art, Fall 1992, 29-35.
- Reilly, Maura. Elizabeth A. For the exhibition Burning Down the House. en YouTube. Sackler Center for Feminist Art, Brooklyn, NY, 2008.
- Richards, Judith. “Oral History Interview with Joyce Kozloff, “ Archives of American Art,  www.aaa.si.edu/, July 12–13, 2011.
- Swartz, Anne. Pattern and Decoration: The Great Untold Story. The Savannah College of Art and Design, 1999.
- Swartz, Anne. Otis presents Pioneers of the Feminist Art Movement: Joyce Kozloff. Los Angeles, CA: Ben Maltz Gallery, Otis College of Art andDesign, October, 2011. https://www.youtube.com/watch?v=W9hCObXWwyA&feature=feedwll&list=WL.
- Sims, Patterson. Working on the Railroad, Whitney Museum of American Art, Stamford, CT, 1985.
- Stein, Linda. “The Art Perspective Joyce Kozloff”, On The Issues, winter 2009, http://www.ontheissuesmagazine.com/2009winter/2009winter_art.php
- Tschinkel, Paul. ART/New York, Tape No. 15 - New Public Art (Joyce Kozloff, Keith Haring, John Ahearn), ART/New York. Inner-Tube Video, New York, NY, 1983.
- Wrest, Ronnie. "Joyce Kozloff" The Citrus Report, April 12, 2011.